# Laghi e dighe del Canton Ticino
Lista dei laghi e delle dighe del Canton Ticino.

## Laghi naturali
| Nome                                             | Superficie (m²) | Superficie (km²) | Altitudine (m) | Profondità massima (m) | Coordinate             |
| ------------------------------------------------ | --------------- | ---------------- | -------------- | ---------------------- | ---------------------- |
| Lago dell'Alpe di Lago                           | 10000           | 0,01             | 2089           | ?                      | 46.35232°N 9.02112°E   |
| Lago d'Alzasca                                   | 100000          | 0,1              | 1855           | ?                      | 46.26604°N 8.58489°E   |
| Laghetto d'Antabia grande                        | 76400           | 0,0764           | 2188           | ?                      | 46.38557°N 8.49213°E   |
| Laghetto d'Antabia piccolo                       | 8500            | 0,0085           | 2126           | ?                      | 46.38874°N 8.48802°E   |
| Laghetto di Astano                               | 6000            | 0,006            | 600            | 10                     | 46.01315°N 8.80667°E   |
| Lago Bacio                                       | 500             | 0,0005           | 2189           | ?                      | 46.52174°N 8.49637°E   |
| Lago Barone                                      | 68500           | 0,0685           | 2391           | ?                      | 46.40209°N 8.75178°E   |
| Lago Bianco                                      | 40000           | 0,04             | 2077           | ?                      | 46.45391°N 8.51976°E   |
| Laghetto dei Cadabi                              | 5270            | 0.00527          | 2642           | ?                      | 46.491206°N 9.020459°E |
| Lago Cadagno                                     | 260000          | 0,26             | 1921           | 20                     | 46.55006°N 8.71169°E   |
| Lago dei Campanitt                               | 8400            | 0,0084           | 2377           | ?                      | 46.53942°N 8.77496°E   |
| Lago dei Canali                                  | 5000            | 0,005            | 2179           | ?                      | 46.53165°N 8.7868°E    |
| Lago di Canee                                    | 25800           | 0,0258           | 2198           | ?                      | 46.29718°N 9.04653°E   |
| Laghetto di Cardedo                              | 4700            | 0,0047           | 2606           | ?                      | 46.47072°N 9.05309°E   |
| Lago di Cari (Lago di Pro da Lei)                | 13970           | 0,01397          | 2255           | ?                      | 46.51319°N 8.81746°E   |
| Laghetto di Cassimoi                             | 2100            | 0,0021           | 2983           | ?                      | 46.53138°N 9.01282°E   |
| Laghetto di Cava basso                           | 6500            | 0,0065           | 2052           | ?                      | 46.351082°N 9.033175°E |
| Laghetto di Cava alto                            | 2000            | 0,002            | 2109           | ?                      | 46.35124°N 9.02994°E   |
| Lago della Cavegna Inferiore (Lago di Porcaresc) | 5920            | 0,00592          | 1957           | ?                      | 46.24926°N 8.48431°E   |
| Lago della Cavegna Superiore                     | 3240            | 0,00324          | 2041           | ?                      | 46.25114°N 8.47998°E   |
| Laghetto di Chiera grande                        | 92880           | 0,09288          | 2364           | ?                      | 46.52091°N 8.76093°E   |
| Laghetto di Chiera piccolo                       | 15720           | 0,01572          | 2348           | ?                      | 46.51851°N 8.76355°E   |
| Laghetto di Chironico                            | 155000          | 0,155            | 1764           | 40                     | 46.39658°N 8.79985°E   |
| Laghetto della Cima della Bianca                 | 5080            | 0,00508          | 2796           | ?                      | 46.572706°N 8.867459°E |
| Lago del Corbo                                   | 24400           | 0,0244           | 2348           | ?                      | 46.473348°N 8.556726°E |
| Lago del Corno                                   | 40300           | 0,0403           | 2477           | ?                      | 46.45964°N 8.38725°E   |
| Lago del Coro                                    | 3400            | 0,0034           | 2601           | ?                      | 46.4604°N 8.537951°E   |
| Laghetto delle Corti                             | 400             | 0,0004           | 2181           | ?                      | 46.475239°N 9.015545°E |
| Lago Cristallina                                 | 6000            | 0,006            | 2398           | ?                      | 46.46788°N 8.55383°E   |
| Lago della Crosa grande                          | 172500          | 0,1725           | 2153           | ?                      | 46.37011°N 8.48228°E   |
| Lago della Crosa piccolo                         | 89100           | 0,0891           | 2116           | ?                      | 46.3736°N 8.49208°E    |
| Laghetto di Crozlina                             | 5500            | 0,0055           | 2642           | ?                      | 46.43525°N 8.73149°E   |
| Lago di Dentro                                   | 64700           | 0,0647           | 2298           | ?                      | 46.55075°N 8.73659°E   |
| Lago di Dentro di Cadlimo                        | 6000            | 0,006            | 2504           | ?                      | 46.56954°N 8.6952°E    |
| Lago d'Efra                                      | 15000           | 0,015            | 1836           | ?                      | 46.33534°N 8.84429°E   |
| Endersee                                         | 1540            | 0,00154          | 2414           | ?                      | 46.33419°N 8.49538°E   |
| Lago di Fieud                                    | 3470            | 0,00347          | 2081           | ?                      | 46.53896°N 8.5646°E    |
| Lago di Formazzöö inferiore                      | 18000           | 0,018            | 2146           | ?                      | 46.3513°N 8.4778°E     |
| Lago di Formazzöö superiore                      | ?               | ?                | 2251           | ?                      | 46.34716°N 8.479293°E  |
| Lago del Fornà                                   | 9100            | 0,0091           | 2288           | ?                      | 46.48751°N 8.57269°E   |
| Lago della Froda                                 | 22000           | 0,022            | 2363           | ?                      | 46.4399°N 8.55815°E    |
| Lago di Froda                                    | 9000            | 0,009            | 2438           | ?                      | 46.572199°N 8.668638°E |
| Laghetto Gardiscio                               | 11400           | 0,0114           | 2581           | ?                      | 46.42791°N 8.75633°E   |
| Lago Gelato                                      | 5800            | 0,0058           | 2161           | ?                      | 46.25799°N 8.4537°E    |
| Laghetto di Giübin                               | 240             | 0,00024          | 2092           | ?                      | 46.54045°N 8.72338°E   |
| Lago dell'Isra                                   | 2000            | 0,002            | 2322           | ?                      | 46.56271°N 8.71834°E   |
| Lago di Laiòzz grande                            | 12100           | 0,0121           | 2366           | ?                      | 46.46263°N 8.55523°E   |
| Lago di Leit                                     | 28000           | 0,028            | 2260           | ?                      | 46.46524°N 8.72133°E   |
| Lago di Lugano                                   | 49000000        | 49               | 270            | 288                    | 45.99265°N 8.96863°E   |
| Lago del Madone                                  | 3200            | 0,0032           | 2525           | ?                      | 46.48781°N 8.5599°E    |
| Lago Maggiore                                    | 212000000       | 212              | 193            | 372                    | 45.99782°N 8.69422°E   |
| Lago di Masnee                                   | 2000            | 0,002            | 2009           | ?                      | 46.27844°N 8.75347°E   |
| Lago Matörgn                                     | 20000           | 0,02             | 2450           | ?                      | 46.4409°N 8.4811°E     |
| Lago Melo (Schwarzsee)                           | 4790            | 0,00479          | 2315           | ?                      | 46.33614°N 8.50314°E   |
| Laghetto della Miniera                           | 6000            | 0,006            | 2526           | ?                      | 46.55463°N 8.73378°E   |
| Lago Mognola                                     | 36500           | 0,0365           | 2003           | ?                      | 46.43051°N 8.68865°E   |
| Lago di Morghirolo                               | 118000          | 0,118            | 2263           | ?                      | 46.4509°N 8.71667°E    |
| Lago di Mottella inferiore                       | 3020            | 0,00302          | 2236           | ?                      | 46.50059°N 8.85486°E   |
| Lago di Mottella superiore                       | 9760            | 0,00976          | 2251           | ?                      | 46.50254°N 8.85584°E   |
| Laghetto di Motterascio                          | 4000            | 0,004            | 2205           | ?                      | 46.59553°N 9.00151°E   |
| Lago di Muzzano                                  | 200000          | 0,2              | 377            | 3,35                   | 45.996555°N 8.92762°E  |
| Lago Nero                                        | 110000          | 0,11             | 2387           | ?                      | 46.44934°N 8.53961°E   |
| Laghetto d'Orbello                               | 43576           | 0,043576         | 726            | 12,9                   | 46.20559°N 9.078726°E  |
| Laghetto d'Orgnana                               | 2000            | 0,002            | 1873           | ?                      | 46.24203°N 8.7972°E    |
| Lago d'Origlio                                   | 60000           | 0,06             | 416            | 5,35                   | 46.05075°N 8.94258°E   |
| Lago d'Orsalia                                   | 22500           | 0,0225           | 2144           | ?                      | 46.33965°N 8.523474°E  |
| Lago d'Orsino                                    | 40000           | 0,04             | 2286           | ?                      | 46.57593°N 8.53957°E   |
| Laghetto d'Orsirora inferiore                    | 17500           | 0,0175           | 2324           | ?                      | 46.57173°N 8.53471°E   |
| Laghetto d'Orsirora superiore                    | 37500           | 0,0375           | 2442           | ?                      | 46.57347°N 8.52768°E   |
| Laghetto degli Ovi meridionale                   | 4680            | 0,00468          | 2364           | ?                      | 46.55647°N 8.60344°E   |
| Laghetto degli Ovi settentrionale                | 3820            | 0,00382          | 2364           | ?                      | 46.55725°N 8.60329°E   |
| Lago Pécian                                      | 12400           | 0,0124           | 2322           | ?                      | 46.5299°N 8.75793°E    |
| Lago Pero                                        | 4410            | 0,00441          | 2393           | ?                      | 46.33668°N 8.51217°E   |
| Lago del Pèzz                                    | 12000           | 0,005            | 1979           | ?                      | 46.26481°N 8.51108°E   |
| Laghetto di Pianca                               | 10000           | 0,01             | 1915           | ?                      | 46.27618°N 8.7561°E    |
| Laghetto di Piancabella                          | 1000            | 0,001            | 2293           | ?                      | 46.49991°N 8.87581°E   |
| Laghetto del Piattello                           | 2000            | 0,002            | 2105           | ?                      | 46.44562°N 8.68384°E   |
| Lago del Piatto                                  | 4000            | 0,004            | 2242           | ?                      | 46.4203°N 8.694°E      |
| Lago delle Pigne                                 | 5000            | 0,005            | 2278           | ?                      | 46.49112°N 8.44757°E   |
| Lago di Porchiér                                 | 10000           | 0,01             | 2191           | ?                      | 46.37576°N 8.74428°E   |
| Laghetto di Port                                 | 600             | 0,0006           | 2437           | ?                      | 46.468026°N 8.98059°E  |
| Lago dei Pozzöi                                  | 13870           | 0,01387          | 1954           | ?                      | 46.26453°N 8.47122°E   |
| Lago di Prato                                    | 25000           | 0,025            | 2055           | ?                      | 46.48845°N 8.65245°E   |
| Lago di Ravina                                   | 22400           | 0,0224           | 1889           | ?                      | 46.49846°N 8.63338°E   |
| Lago Retico                                      | 87000           | 0,087            | 2373           | ?                      | 46.5771°N 8.89104°E    |
| Lago di Rodont                                   | 20000           | 0,02             | 1957           | ?                      | 46.57108°N 8.5568°E    |
| Lago dei Sabbioni                                | 4000            | 0,004            | 2306           | ?                      | 46.524923°N 8.497895°E |
| Laghetto dei Salèi                               | 6400            | 0,0064           | 1923           | ?                      | 46.2204°N 8.55159°E    |
| Lago di Sascòla                                  | 34100           | 0,0341           | 1739           | ?                      | 46.28348°N 8.56981°E   |
| Lago di Sassolo                                  | 50000           | 0,05             | 2074           | ?                      | 46.47627°N 8.5934°E    |
| Lago di Scai                                     | 2800            | 0,0028           | 2300           | ?                      | 46.55241°N 8.77086°E   |
| Lago di Schenadüi                                | 2480            | 0,00248          | 2579           | ?                      | 46.5538°N 8.74245°E    |
| Lago Scuro                                       | 21875           | 0,021875         | 2259           | ?                      | 46.47848°N 8.57831°E   |
| Lago Scuro                                       | 72600           | 0,0726           | 2451           | ?                      | 46.563°N 8.69786°E     |
| Lago Scuro Inferiore                             | 3260            | 0,00326          | 2332           | ?                      | 46.53697°N 8.55473°E   |
| Lago Scuro Superiore                             | 1060            | 0,00106          | 2397           | ?                      | 46.53894°N 8.55373°E   |
| Lago della Segna                                 | 2800            | 0,0028           | 2190           | ?                      | 46.54479°N 8.75929°E   |
| Lago di Sfii (Sfille)                            | 32700           | 0,0327           | 1909           | ?                      | 46.26434°N 8.49598°E   |
| Lago Sfundau                                     | 129000          | 0,129            | 2392           | ?                      | 46.46272°N 8.52426°E   |
| Lago Stabbiello                                  | 12000           | 0,012            | 2152           | ?                      | 46.5538°N 8.67129°E    |
| Lago dello Stabbio                               | 82230           | 0,08223          | 2351           | ?                      | 46.56006°N 8.71242°E   |
| Lago del Starlarèsc da Scimarmòta                | 4500            | 0,0045           | 1856           | ?                      | 46.282654°N 8.761778°E |
| Lago del Starlarèsc da Sgióf                     | 10320           | 0,01032          | 1875           | ?                      | 46.27416°N 8.77397°E   |
| Lago Superiore                                   | 75000           | 0,075            | 2128           | ?                      | 46.47589°N 8.58489°E   |
| Laghetto di Taneda                               | 5000            | 0,005            | 2181           | ?                      | 46.44111°N 8.5718°E    |
| Laghetto di Taneda inferiore                     | 2800            | 0,0028           | 2248           | ?                      | 46.55722°N 8.69575°E   |
| Laghetto di Taneda superiore                     | 4100            | 0,0041           | 2304           | ?                      | 46.55883°N 8.69231°E   |
| Lago di Tom                                      | 94500           | 0,0945           | 2020           | 15                     | 46.55037°N 8.68947°E   |
| Lago di Tomé                                     | 58400           | 0,0584           | 1692           | ?                      | 46.36305°N 8.68999°E   |
| Lago Tremorgio                                   | 360000          | 0,36             | 1830           | 57                     | 46.47928°N 8.72032°E   |
| Lago di Val Marcri                               | 4000            | 0,004            | 1985           | ?                      | 46.35102°N 8.87677°E   |
| Lago di Val Sabbia                               | 14600           | 0,0146           | 2396           | ?                      | 46.48409°N 8.56258°E   |
| Lago della Valletta                              | 4000            | 0,004            | 1974           | ?                      | 46.49335°N 8.66445°E   |
| Lago della Valletta inferiore                    | 20000           | 0,02             | 2431           | ?                      | 46.56863°N 8.52939°E   |
| Lago della Valletta superiore                    | 7500            | 0,0075           | 2468           | ?                      | 46.56992°N 8.52433°E   |
| Laghetto di Varozzeira                           | 2500            | 0,0025           | 2405           | ?                      | 46.46174°N 8.72614°E   |
| Lago della Zotta                                 | 12750           | 0,01275          | 2230           | 5                      | 46.45887°N 8.57283°E   |

## Laghi artificiali e dighe
| Nome               | Volume (milioni di m³) | Altitudine (m) | Superficie (km²) | Profondità massima (m) | Nome della diga                    | Anno di costruzione | Altezza della diga (m) | Coordinate            |
| ------------------ | ---------------------- | -------------- | ---------------- | ---------------------- | ---------------------------------- | ------------------- | ---------------------- | --------------------- |
| Lago di Airolo     | 0,37                   | 1131           | 0,038            | ?                      | Diga di Airolo                     | 1968                | 20                     | 46.5261°N 8.60453°E   |
| Lago di Carassina  | 0,31                   | 1705           | 0,02             | ?                      | Diga di Carassina                  | 1963                | 39                     | 46.54542°N 8.9682°E   |
| Lago di Carmena    | 0,3                    | 631            | 0,024            | ?                      | Diga di Carmena                    | 1969                | 40                     | 46.1669°N 9.06895°E   |
| Lago del Cavagnöö  | 27,6                   | 2309           | 0,46             | 100                    | Diga del Cavagnoli                 | 1968                | 111                    | 46.45486°N 8.50109°E  |
| Lago di Loré       | 0,07                   | 839            | -                | -                      | Diga di Loré                       | 1996                | 21                     | ?                     |
| Lago di Lucendro   | 25                     | 2131           | 0,54             | 96                     | Diga del Lucendro                  | 1947                | 73                     | 46.56206°N 8.54086°E  |
| Lago di Luzzone    | 107                    | 1606           | 1,27             | 181                    | Diga del Luzzone                   | 1963                | 225                    | 46.5674°N 8.97708°E   |
| Lago di Malvaglia  | 4,6                    | 985            | 0,19             | ?                      | Diga di Malvaglia                  | 1959                | 92                     | 46.42585°N 9.02686°E  |
| Lago del Naret     | 31                     | 2308           | 0,73             | 104                    | Diga del Narèt I Diga del Narèt II | 1970                | 80 45                  | 46.47771°N 8.56863°E  |
| Lago di Palagnedra | 4,26                   | 482            | 0,25             | ?                      | Diga di Palagnedra                 | 1952                | 72                     | 46.15586°N 8.625041°E |
| Lago di Rierna     | 0,4                    | 595            | 0,028            | ?                      | Diga della Val d'Ambra             | 1965                | 32                     | 46.3609°N 8.92398°E   |
| Lago Ritom         | 47,5                   | 1849           | 1,49             | 69                     | Diga di Piora                      | 1920                | 27                     | 46.54056°N 8.69038°E  |
| Lago di Robièi     | 6,5                    | 1937           | 0,24             | ?                      | Diga di Robièi                     | 1968                | 67                     | 46.44558°N 8.51694°E  |
| Lago del Sambuco   | 63                     | 1458           | 1,11             | 124                    | Diga del Sambuco                   | 1956                | 130                    | 46.46454°N 8.64883°E  |
| Lago della Secada  | -                      | 1021           | -                | -                      | Diga della Secada                  | 1982                | 21                     | 46.28542°N 8.50931°E  |
| Lago della Sella   | 9,2                    | 2255           | 0,44             | 34                     | Diga della Sella                   | 1947                | 36                     | 46.56356°N 8.59823°E  |
| Lago del Sosto     | -                      | 1015           | -                | -                      | Diga del Sosto                     | 1963                | 20                     | 46.54032°N 8.94115°E  |
| Lago della Vasasca | 0,4                    | 720            | 0,015            | ?                      | Diga della Vasasca                 | 1967                | 69                     | 46.28434°N 8.69115°E  |
| Lago di Vogorno    | 85,5                   | 455            | 1,68             | 204                    | Diga di Contra                     | 1965                | 220                    | 46.20826°N 8.85521°E  |
| Lago del Zött      | 1,65                   | 1939           | 0,14             | ?                      | Diga del Zött                      | 1967                | 36                     | 46.43338°N 8.50303°E  |

## Fonti
- Elenco delle dighe svizzere, su swissdams.ch. URL consultato il 16 agosto 2015 (archiviato dall'url originale il 24 settembre 2015).
- Laghi ticinesi, su ticino.ch (archiviato dall'url originale il 5 luglio 2007).